# إلويس مومفورد
إلويس مومفورد (بالإنجليزية: Eloise Mumford) هي ممثلة أمريكية، ولدت في 24 سبتمبر 1986 في الولايات المتحدة.

## أعمال

### أفلام
- (2012) متخفية للغاية
- (2015) خمسين ظل من جراي

## وصلات خارجية
- إلويس مومفورد على موقع IMDb (الإنجليزية)
- إلويس مومفورد على موقع ألو سيني (الفرنسية)
- إلويس مومفورد على موقع أول موفي (الإنجليزية)
- إلويس مومفورد على موقع قاعدة بيانات برودواي على الإنترنت (الإنجليزية)
- إلويس مومفورد على موقع قاعدة بيانات الأفلام السويدية (السويدية)
- إلويس مومفورد على موقع قاعدة بيانات الفيلم (الإنجليزية)
- إلويس مومفورد على موقع كينوبويسك (الروسية)